# Stazione di Gioiosa Jonica
Stazione di Gioiosa Jonica vasútállomás Olaszországban, Calabria régióban, Marina di Gioiosa Ionica településen. Az állomás 1871-ben nyílt meg.

## Vasútvonalak
Az állomást az alábbi vasútvonalak érintik:
- Jonica-vasútvonal

## Kapcsolódó állomások
A vasútállomáshoz az alábbi állomások vannak a legközelebb:
- Stazione di Roccella Jonica
- Stazione di Siderno